# Adolf Ulrich
Adolf Ulrich (* 18. Juli 1860 in Hannover; † 23. Dezember 1889 ebenda) war ein deutscher Historiker und der erste hauptamtliche Archivar in Hannover.

## Leben
Adolf war der Sohn eines Kaufmanns und Bruder von Oskar Ulrich. Nach dem Besuch des Lyzeums II in Hannover studierte Adolf Ulrich Geschichte und Philologie an der Universität Göttingen und promovierte am 22. Mai 1882 mit einer Arbeit über den römischen König Wilhelm von Holland.
Nach seinem Studium forschte Adolf Ulrich zur Geschichte der Stadt Hannover, unter anderem über die Zeit der Reformation und veröffentlichte seine Ergebnisse insbesondere in der Zeitschrift des Historischen Vereins für Niedersachsen sowie in der Tagespresse.
1884 zog Ulrich nach Köln und war dort bis 1885 als Volontär im Stadtarchiv Köln tätig.
Schließlich zog Adolf Ulrich zurück in seine Heimatstadt und wurde im zum 1. Februar 1888 im Stadtarchiv Hannover zunächst nur als Hilfsarbeiter tätig, wurde dort jedoch ein gutes Jahr später zum 1. Mai 1889 fester Angestellter. Seine Aufgabe war es, die Bestände sowohl des Archivs wie auch der Stadtbibliothek Hannover geordnet in das neu errichtete Kestner-Museum zu überstellen.
Nach seinem überraschenden Tod im Alter von nur 29 Lebensjahren wurde Otto Jürgens (1862–1929) am 7. Februar 1890 Archivleiter.

## Werke
- Geschichte des römischen Königs Wilhelm von Holland 1247–1256, Hannover: Culemann 1882.
- Christianus Wierstraet: Histori des beleegs van Nuis,  hrsg. von Constantin Nörrenberg und Adolf Ulrich, in: Die Chroniken der Westfälischen und niederrheinischen Städte, Auf Veranlassung seiner Majestät des Königs von Bayern hrsg. von Karl Lamprecht, Joseph Hansen, Johannes Franck, Constantin Nörrenberg, Adolf Ulrich, Franz Jostes und Theodor Ilgen, Leipzig: S. Hirzel 1887 (= Die Chroniken der deutschen Städte vom 14. bis ins 16. Jahrhundert, Bd. 20) S. 479–638.
- Acten zum Neusser Kriege 1472–1475. Köln: Boisserée 1889 (Annalen des Historischen Vereins für den Niederrhein 49).
- Katalog der Bibliothek des historischen Vereins für Niedersachsen. Im Auftrag des Vereins-Ausschusses bearbeitet von Adolf Ulrich. 2 Hefte. Hannover: Jänecke 1890.
- Bilder aus Hannovers Vergangenheit. Hannover-Linden: Manz 1891.